# دنيا سمير غانم
دنيا سمير غانم (1 يناير 1985 -)، ممثلة ومغنية مصرية.

## حياتها
تعدّ من عائلة فنية، فوالديها هما الفنانان سمير غانم ودلال عبد العزيز وشقيقتها أمل المعروفة كممثلة بإسم أيمي. تخرجت من «جامعة مصر للعلوم والفنون إم أس إيه». كانت بدايتها بالتمثيل وهي بالعاشرة من عمرها عام 1995 من خلال فيلم امرأة وامرأة ثم توالت أعمالها في السينما والتلفزيون. بدأت في أدوار البطولة بعدما قدمها الفنان الكوميدي محمد هنيدي في فيلم يا أنا يا خالتي الذي صدر عام 2005. بالإضافة إلى كونها تعمل كممثلة فقد قدمت عدة أغاني منها أغنية «قصة شتا» التي حققت رقماً قياسياً في عام 2014 من حيث عدد المشاهدات التي وصلت لأكثر من 15 مليون مشاهدة منذ بداية طرحها على موقع يوتيوب في أكتوبر 2013، وفي عام 2015 شاركت في برنامج إكس فاكتور كأحد أعضاء لجنة تحكيم إلى جانب الفنانة إليسا والفنان راغب علامة.

### حياتها الأسرية
في عام 2012 خُطبت للمذيع «رامي رضوان»، وتزوجت منه في 13 يونيو 2013، وفي مارس 2014 أنجبت ابنتهما «كايلا».

## أعمالها

### في السينما
| سنة الإنتاج | الفيلم               | الشخصية      |
| ----------- | -------------------- | ------------ |
| 1995        | امرأة وامرأة         | نادية (طفلة) |
| 2005        | يا أنا يا خالتي      | نوال         |
| 2008        | شارع 18              | آية          |
| 2008        | كباريه               | منى          |
| 2009        | عزبة آدم             | مريم         |
| 2009        | طير إنت              | ليلى         |
| 2009        | الفرح                | سميرة        |
| 2010        | لا تراجع ولا استسلام | جيرمين       |
| 2011        | إكس لارج             | دينا         |
| 2011        | 365 يوم سعادة        | نسمة         |
| 2015        | شد أجزاء             | آية          |
| 2016        | لف ودوران            | ليلة         |
| 2022        | تسليم أهالي          | زاهية        |
| 2025        | روكي الغلابة         | رقية         |

### الأعمال التلفزيونية
| سنة الإنتاج | اسم المسلسل                    | الشخصية            |
| ----------- | ------------------------------ | ------------------ |
| 1996        | حواء والتفاحة                  | فيفي               |
| 1998        | السيرة الهلالية - الجزء الثاني | علياء              |
| 2001        | للعدالة وجوه كثيرة             | ندى                |
| 2002        | زمن عماد الدين                 | فردوس فريكيكو      |
| 2004        | عباس الأبيض في اليوم الأسود    | ليلى               |
| 2004        | الإمام النسائي                 | قطر الندى          |
| 2004        | أحلام البنات                   | دوللي              |
| 2005        | عبد الحميد أكاديمي             | مطربة              |
| 2005        | الرقص مع الزهور                | سماح               |
| 2006        | المطعم تشي توتو                | رانيا              |
| 2006        | أحزان مريم                     | حنان               |
| 2007        | من أطلق الرصاص على هند علام    | عبلة               |
| 2008        | تشينو كافيه                    | ليالي              |
| 2010 - 2014 | الكبير أوي - أربع أجزاء        | هدية               |
| 2015        | لهفة                           | لهفة               |
| 2016        | نيللي وشريهان                  | نيللي              |
| 2017        | في ال لا لا لاند               | عتاب               |
| 2019        | بدل الحدوتة تلاتة              | لهفة / بيلا / لولي |
| 2023        | جت سليمة                       | سليمة              |
| 2025        | عايشة الدور                    | عايشه              |

### الرسوم المتحركة
| سنة الإنتاج | اسم العمل           | صوت شخصية |
| ----------- | ------------------- | --------- |
| 2005        | عائلة أستاذ أمين    | عفاف      |
| 2009        | افهمني شكرا         | فراولة    |
| 2011        | عصام والمصباح       | ياسمين    |
| 2012        | إيد على إيد         | سليم      |
| 2013        | أمير ورحلة الأساطير | نفرتيتي   |
| 2020        | الفارس والأميرة     | الأميرة   |

### المسلسلات الإذاعية
| سنة الإنتاج | اسم العمل     | الشخصية     |
| ----------- | ------------- | ----------- |
| 2008        | حلزوني تي في  | دنيا        |
| 2009        | أحلام السوالم | سلسبيلة     |
| 2013        | أحلام سعيدة   |             |
| 2014        | مش خيال       |             |
| 2016        | مين معايا     | دعاء/ شيرين |

### موسيقى
- مسلسل بشرى سارة - غناء أغاني المقدمات وأغاني في المسلسل.
- مسلسل صرخة أنثى - غناء المقدمة.
- مسلسل مباراة زوجية - غناء المقدمة.
- مسلسل أحلام البنات - غناء المقدمة وأغاني في المسلسل.
- مسلسل الحب هو الحل - غناء المقدمة.
- مسلسل إيد على إيد - غناء المقدمة.
- مسلسل لهفة - غناء المقدمة والنهاية.
- مسلسل نيللي وشريهان -غناء المقدمة وبعض الأغاني في المسلسل.
- مسلسل في ال لا لا لاند - غناء المقدمة.
- فيلم هيبتا - غناء أغنية «حكاية واحدة».
- مسلسل بدل الحدوتة تلاتة - غناء.
- مسلسل حرب الزواج- غناء المقدمة والنهاية أغنية «الحب اللي تمنيته».

### الأعمال الغنائية
في عام 2005 قدمت ألبوم «فري ميكس - 4» ويشمل الأغنية التي أطلقت شهرتها وهي «مش قادره أصدق عينيا» و قد شاركت عدة أغاني راب مع الفنان أحمد مكي منها «دور بنفسك» و«الحلم».
في أبريل 2013 قامت بتوقيع عقد مع شركة روزناما ريكوردز لإنتاج ألبومها.
في أكتوبر 2013 قامت شركة روزناما ريكوردز بطرح 9 أغنيات وهم (عليك حبيبي كلام - قصة شتا - واحدة تانية خالص - أنا وأنت لبعض - الوقت بيسرقنا - لو كنت مكانك - الواد اللو - مش باقيه على حاجه - يوم عادي جدا).

### المشاركة الإعلانات
في شهر رمضان لعام 2011 خاضت تجربة الإعلانات بإعلان تلفزيوني لصالح شركة المشروبات الغازية بيبسي وكررت التجربة في عام 2012. وإعلان «إرسم قلب» لمؤسسة مجدي يعقوب للقلب.

## الجوائز
- جائزة أفضل ممثلة كوميدية في استفتاء «مجلة وشوشة» عام 2017.[5]

## وصلات خارجية
- دنيا سمير غانم على موقع IMDb (الإنجليزية)
- دنيا سمير غانم على موقع الدهليز
- دنيا سمير غانم على موقع قاعدة بيانات الأفلام العربية
- دنيا سمير غانم على موقع ميوزك برينز (الإنجليزية)
- دنيا سمير غانم على موقع أول موفي (الإنجليزية)
- دنيا سمير غانم على موقع قاعدة بيانات الفيلم (الإنجليزية)
- دنيا سمير غانم على موقع كينوبويسك (الروسية)